# BoxRec

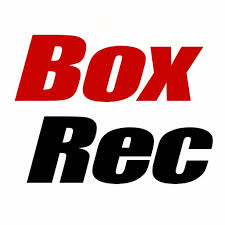
BoxRec Logo

BoxRec (Boxing Record) oder BoxRec.com ist eine enzyklopädisch gestaltete Website über Profiboxer und deren Kämpfe, die ständig von rund 110 freiwilligen Redakteuren aus über 40 Staaten aktualisiert wird. Wie ein Lexikon führt die Website sämtliche männlichen und weiblichen Profiboxer weltweit, von den Anfängen der Queensberry-Regeln bis in die Gegenwart. Zudem gibt sie Auskunft über vergangene sowie künftige Boxkämpfe und erstellt Ranglisten.
Die Website wird in elf Sprachen angeboten (darunter Deutsch).

## Boxerprofil

### Allgemeine Infos
Die Seite eines Boxers beinhaltet zahlreiche Informationen, diese sind in der Regel: globale ID-Nummer (Identifizierungsnummer), Name, Geburtsname, Kampfname, Geschlecht, Größe (in Fuß und cm), Reichweite (in Fuß und cm), Geburtsdatum, Geburtsort, Wohnort, Nationalität, Gewichtsklasse, Auslage und Kampfstatistik.
Unter „Name“ wird jener angeführt, unter dem ein Boxer der breiten Öffentlichkeit bekannt ist, während bei „Geburtsname“ der eigentliche, richtige Name steht. So heißen beispielsweise die deutschen Boxer Marco Huck und Felix Sturm, eigentlich Muamer Hukić und Adnan Ćatić. Solche Namensänderungen werden vorwiegend aus Wiedererkennungs- und Vermarktungsgründen durchgeführt. Kampfnamen hingegen, sind zusätzliche Bezeichnungen eines Boxers, die aufgrund besonderer Leistungen und/oder Eigenschaften verliehen werden. So wurde beispielsweise Óscar de la Hoya auf Grund seiner filigranen Boxtechnik und seines Aussehens als „Golden Boy“ bezeichnet, während beispielsweise Mike Tyson wegen seiner langen Unbesiegbarkeit und seiner harten Schläge als „Iron Mike“ betitelt wurde. Solche Kampfnamen werden auch bei Kampfansagen im Ring verwendet, um unter anderem die Stimmung im Publikum anzuheizen.

### Kampfstatistik
Die Kampfstatistik wird folgendermaßen angegeben: gewonnen 46 (KO 39) + verloren 6 (KO 0) + unentschieden 0 = 52, rounds boxed 364 KO% 75 – Bedeutet: 52 Kämpfe bestritten, darunter 46 Siege (39 davon durch KO), 6 Niederlagen (0 davon durch KO) und 0 Unentschieden, der Boxer stand bisher 364 Runden im Ring und besitzt eine KO-Quote von 75 %. Bei den Kampfergebnissen werden die Farben grün (Sieg), rot (Niederlage), blau (Unentschieden) und grau (Keine Wertung) verwendet.

### Kampfliste
Die Kampfliste ist eine Liste sämtlicher Profikämpfe des Boxers, wobei jeder Kampf genau dokumentiert wird. Beispiel der Darstellung eines Profikampfes in der Liste:
|  |  |  |  |  |  | 2008-06-16 | 156 | John Doe | 155 | 23-6-1 |  |  |  |  |  |  | Madison Square Garden, New York City, New York, Vereinigte Staaten | G | KO | 6 | 12 |

Die Punkte besagen der Reihenfolge nach:
Datum des Kampfes | Gewicht des Boxers in Pfund | Name des Gegners | Gewicht des Gegners in Pfund | Bisherige Kampfbilanz des Gegners | Ergebnisse der letzten 6 Kämpfe des Gegners | Austragungsort (Halle-Stadt-Bundesstaat-Land) | Kampfentscheidung für den Boxer | Art des Sieges | Geboxte Runden | Angesetzte Runden
Zudem können auch zusätzliche Informationen angegeben sein, wie ob es sich um einen Titelkampf handelt, wie oft und in welcher Runde jemand zu Boden ging, erlittene Verletzungen, Punktewertungen der Ringrichter. Diese Infos werden in einer eigenen Spalte zwischen den Kampfzeilen eingebettet.

## Ranglisten
BoxRec erstellt darüber hinaus Ranglisten für sämtliche Gewichtsklassen und Staaten sowie Ranglisten nach Kontinent und eine Weltrangliste. Neben diesen Listen werden in sämtlichen Kategorien auch sogenannte „P4P“ („Pfund für Pfund“)-Listen erstellt, die ungeachtet der Gewichtsklassen beurteilen. Die Einordnung von Boxern in die Listen, erfolgt anhand von Punkten durch deren Erfolge.

### Männer
Erfolgreichste Top 5 in der Geschichte (ungeachtet der Gewichtsklassen)
- 1.  Sugar Ray Robinson
- 3.  Floyd Mayweather Jr.
- 2.  Jimmy McLarnin
- 3.  Henry Armstrong
- 5.  Carlos Monzón

### Frauen
Erfolgreichste Top 5 in der Geschichte (ungeachtet der Gewichtsklassen)
- 1.  Yesica Yolanda Bopp
- 2.  Yesica Nery Plata
- 3.  Delfine Persoon
- 4.  Jessica Chavez
- 5.  Katie Taylor